# Seznam velkostatků na Moravě na přelomu 19. a 20. století
Přehled rozdělení pozemkového vlastnictví na Moravě na přelomu 19. a 20. století byl sestaven podle ročenky Neuester Schematismus der Herrschaften, Güter und Zuckerfabriken in Mähren und Schlesien, která vycházela od druhé poloviny 19. století v Brně ve dvouletých intervalech, konkrétní údaje včetně jmen majitelů jsou uvedeny k roku 1899, uvedeny jsou velkostatky s rozlohou nad 1 000 hektarů. Z níže uvedeného přehledu vyplývá výjimečné postavení knížecího rodu Lichtenštejnů, jemuž na Moravě a také v Čechách patřilo celkem přes 150 000 hektarů půdy. Druhým majetkově nejvlivnějším rodem na Moravě byli několik století Ditrichštejnové, kteří však vymřeli v polovině 19. století. I po rozdělení obrovského majetku mezi čtyři ditrichštejnské dědičky patřily jednotlivé velkostatky mezi významné jednotky v pozemkovém vlastnictví na Moravě a také v Čechách (Mikulov, Lipník nad Bečvou, Hranice, Žďár nad Sázavou, Polná, Dolní Kounice). Ve srovnání s českými zeměmi je na Moravě výraznější procentní podíl ve vlastnictví půdy u církve (olomoucké arcibiskupství, Řád německých rytířů). V několika málo případech zůstala až do 20. století zachována historická kontinuita u sídel s významnými kulturně-historickými hodnotami u staré domácí šlechty (Slavkov – Kounicové). Ve druhé polovině 19. století mezi významné pozemkové vlastníky na Moravě pronikly vlivné podnikatelské rodiny (Vsetín), nezřídka židovského původu (Valašské Meziříčí, Tovačov). Hektarová výměra uvedených velkostatků zůstala víceméně zachována až do pozemkové reformy, ale v případě několika rozsáhlých pozemkových celků došlo mezitím ke změně majitelů dědictvím nebo prodejem (Moravský Krumlov, Bzenec). Ještě před pozemkovou reformou byly hned po vzniku Československa zestátněny majetky rodu Habsburků (Hodonín, Židlochovice).

## Seznam
| Velkostatek              | Výměra v hektarech | Majitel                                            |
| ------------------------ | ------------------ | -------------------------------------------------- |
| Hukvaldy                 | 19 804             | Arcibiskupství olomoucké                           |
| Pozořice – Adamov        | 14 722             | Jan II. kníže z Lichtenštejna                      |
| Bučovice                 | 14 484             | Jan II. kníže z Lichtenštejna                      |
| Břeclav                  | 14 474             | Jan II. kníže z Lichtenštejna                      |
| Rájec – Blansko          | 13 092             | Hugo Leopold kníže Salm-Reifferscheidt             |
| Plumlov                  | 12 960             | Jan II. kníže z Lichtenštejna                      |
| Vsetín                   | 12 519             | Firma Gebrüder Thonet                              |
| Hodonín                  | 11 553             | císař František Josef                              |
| Náměšť nad Oslavou       | 11 454             | Jindřich hrabě Haugwitz                            |
| Vyškov                   | 10 117             | Arcibiskupství olomoucké                           |
| Valašské Meziříčí        | 9 719              | Armin svobodný pán Popper                          |
| Branná                   | 9 539              | Jan II. kníže z Lichtenštejna                      |
| Brumov                   | 9 218              | Anton Dreher junior                                |
| Janovice – Rýmařov       | 8 902              | Alfred Karel hrabě z Harrachu                      |
| Lipník nad Bečvou        | 8 715              | Gabriela kněžna z Hatzfeldu                        |
| Buchlov                  | 7 895              | Leopold hrabě Berchtold z Uherčic                  |
| Moravský Krumlov         | 7 808              | Karel Rudolf kníže z Lichtenštejna                 |
| Hrotovice                | 7 658              | Anton Dreher junior                                |
| Úsov                     | 7 622              | Jan II. kníže z Lichtenštejna                      |
| Zábřeh                   | 7 487              | Jan II. kníže z Lichtenštejna                      |
| Uherský Ostroh           | 7 251              | Jan II. kníže z Lichtenštejna                      |
| Strážnice                | 7 240              | Antonín František hrabě Magnis                     |
| Boskovice                | 7 230              | Alfons Vladimír hrabě Mensdorff-Pouilly            |
| Dlouhá Loučka – Sovinec  | 7 103              | Řád německých rytířů                               |
| Nové Město na Moravě     | 7 028              | Ústav šlechtičen Brno                              |
| Loučná nad Desnou        | 6 869              | František III. svobodný pán Klein                  |
| Rosice                   | 6 775              | Mořic Arnold svobodný pán de Forest-Bischoffsheim  |
| Šternberk                | 6 755              | Jan II. kníže z Lichtenštejna                      |
| Brtnice                  | 6 638              | Emanuel kníže Collalto e San Salvatore             |
| Velká Bystřice           | 6 626              | Metropolitní kapitula Olomouc                      |
| Židlochovice             | 6 601              | arcivévoda Bedřich Habsburský                      |
| Velké Losiny             | 6 518              | Karel Rudolf kníže z Lichtenštejna                 |
| Nový Světlov – Bojkovice | 6 556              | August Maria hrabě Bellegarde                      |
| Velké Meziříčí           | 6 426              | Rudolf Ferdinand princ z Lobkovic                  |
| Kelč                     | 6 303              | Arcibiskupství olomoucké                           |
| Moravská Třebová         | 6 258              | Jan II. kníže z Lichtenštejna                      |
| Žďár nad Sázavou         | 6 256              | Klotylda hraběnka Clam-Gallasová                   |
| Lukov                    | 6 222              | František Josef hrabě Seilern-Aspang               |
| Uherský Brod             | 6 028              | Václav hrabě z Kounic                              |
| Vranov nad Dyjí          | 5 704              | Luitgarda hraběnka Stadnická                       |
| Ruda nad Moravou         | 5 603              | Jan II. kníže z Lichtenštejna                      |
| Bzenec                   | 5 568              | Amálie hraběnka von Reichenbach-Lessonitz          |
| Veveří                   | 5 504              | Mořic Arnold svobodný pán de Forest-Bischoffsheim  |
| Telč                     | 5 312              | Leopold III. hrabě Podstatský z Lichtenštejna      |
| Kuřim                    | 5 260              | Město Brno                                         |
| Napajedla                | 5 138              | Aristides Baltazzi                                 |
| Kroměříž                 | 4 664              | Arcibiskupství olomoucké                           |
| Šebetov                  | 4 641              | Johann svobodný pán von Königswarter               |
| Bystřice pod Hostýnem    | 4 586              | Arnošt svobodný pán Laudon                         |
| Karlovec                 | 4 540              | Jan II. kníže z Lichtenštejna                      |
| Kunštát                  | 4 504              | Kuno svobodný pán Honrichs z Wolfswarffenu         |
| Mírov                    | 4 135              | Arcibiskupství olomoucké                           |
| Třebíč                   | 4 015              | Josef hrabě z Valdštejna                           |
| Bítov                    | 3 993              | Otakar hrabě Daun                                  |
| Mikulov                  | 3 737              | Alexandrina kněžna Dietrichstein-Mensdorff-Pouilly |
| Holešov                  | 3 732              | Rudolf Kristián hrabě Bruntálský z Vrbna-Kounic    |
| Velké Karlovice          | 3 722              | Salomon Reich                                      |
| Rožínka – Bystřice       | 3 633              | Vladimír hrabě Mitrovský z Nemyšle                 |
| Olomouc                  | 3 607              | Město Olomouc                                      |
| Lesonice                 | 3 576              | Paulina princezna Löwenstein-Wertheim              |
| Tovačov                  | 3 502              | David Gutmann                                      |
| Dačice                   | 3 475              | Bedřich Ferdinand svobodný pán z Dalbergu          |
| Jevišovice               | 3 457              | Robert Biedermann                                  |
| Jaroměřice nad Rokytnou  | 3 403              | Rudolf Kristián hrabě Bruntálský z Vrbna-Kounic    |
| Moravské Budějovice      | 3 365              | Josef hrabě Wallis                                 |
| Dolní Kounice            | 3 343              | Terezie hraběnka Herbersteinová                    |
| Slavkov                  | 3 338              | Václav hrabě z Kounic                              |
| Jemnice                  | 3 327              | Alexandr markrabě Pallavicini                      |
| Hostim – Boskovštejn     | 3 190              | Rudolf kníže z Lichtenštejna                       |
| Kvasice                  | 3 147              | Jaroslav hrabě z Thun-Hohensteinu                  |
| Velehrad                 | 3 007              | Arcibiskupství olomoucké                           |
| Pernštejn                | 2 899              | Vladimír hrabě Mitrovský z Nemyšle                 |
| Račice                   | 2 896              | Paul Schoeller                                     |
| Klášterní Hradisko       | 2 886              | Jan II. kníže z Lichtenštejna                      |
| Malenovice               | 2 883              | Leopold hrabě ze Šternberka                        |
| Hrušovany nad Jevišovkou | 2 865              | Karel Bedřich hrabě Khuen-Belasi                   |
| Bouzov                   | 2 808              | Řád německých rytířů                               |
| Veselíčko                | 2 800              | Leopold III. hrabě Podstatský z Lichtenštejna      |
| Nový Jičín               | 2 738              | Tereziánská akademie ve Vídni                      |
| Koryčany                 | 2 662              | Karel Ferdinand hrabě z Trauttmansdorffu           |
| Biskupice                | 2 656              | Lamoral Bedřich princ Thurn-Taxis                  |
| Střílky                  | 2 636              | Jan Albert hrabě z Herbersteina                    |
| Milotice                 | 2 634              | Karel František hrabě Seilern-Aspang               |
| Sádek                    | 2 548              | Viktor Pavel hrabě Chorinský z Ledské              |
| Lysice                   | 2 467              | Quido hrabě Dubský z Třebomyslic                   |
| Čechy pod Kosířem        | 2 459              | František Josef hrabě Silva-Tarouca                |
| Luhačovice               | 2 443              | Otto hrabě Serényi                                 |
| Zlín                     | 2 413              | Stefan Haupt von Buchenrode                        |
| Lomnice                  | 2 375              | Otto hrabě Serényi                                 |
| Český Rudolec            | 2 292              | Ludvík rytíř Picchioni                             |
| Studená                  | 2 251              | Leopold III. hrabě Podstatský z Lichtenštejna      |
| Tišnov                   | 2 233              | Klášter Marienthal, Sasko                          |
| Sokolnice                | 2 232              | Vladimír hrabě Mitrovský z Nemyšle                 |
| Jindřichov               | 2 171              | Vilém svobodný pán Klein                           |
| Třešť                    | 2 165              | Leopold svobodný pán Wenzel von Sternbach          |
| Křižanov                 | 2 128              | Eugen Teuber                                       |
| Rajhrad                  | 2 104              | Klášter Rajhrad                                    |
| Černá                    | 2 087              | Emanuel kníže Collalto e San Salvatore             |
| Veselí nad Moravou       | 2 076              | Viktor Pavel hrabě Chorinský z Ledské              |
| Fulnek                   | 2 063              | belgický princ Filip Flanderský                    |
| Potštát                  | 2 041              | Arthur Vincenc hrabě Desfours-Walderode            |
| Černá Hora               | 2 029              | August hrabě Fries z Friesenbergu                  |
| Znojmo                   | 1 949              | Město Znojmo                                       |
| Moravec                  | 1 907              | Gabriel svobodný pán Gudenus                       |
| Přímětice-Kravsko        | 1 866              | Luigi kníže Dentice di Frasso                      |
| Lednice                  | 1 843              | Jan II. kníže z Lichtenštejna                      |
| Jihlava                  | 1 795              | Město Jihlava                                      |
| Želetava                 | 1 755              | Karl Kammel von Hardegger                          |
| Vizovice                 | 1 750              | Rudolf Stillfried                                  |
| Budkov                   | 1 731              | Karel Rudolf kníže z Lichtenštejna                 |
| Oslavany                 | 1 721              | Max von Gomperz                                    |
| Letovice                 | 1 705              | Alexandr hrabě Kálnoky                             |
| Litenčice                | 1 689              | Theodor svobodný pán Podstatský z Thonsernu        |
| Nové Syrovice            | 1 635              | Josef hrabě Nimptsch                               |
| Jimramov                 | 1 623              | Edmund hrabě Belcredi                              |
| Uherčice                 | 1 621              | Emanuel kníže Collalto e San Salvatore             |
| Žádlovice                | 1 600              | Viktor hrabě Dubský z Třebomyslic                  |
| Višňové                  | 1 586              | Ferdinand August hrabě Spiegel-Diesenberg          |
| Osová Bítýška            | 1 519              | Jindřich hrabě Haugwitz                            |
| Starý Jičín              | 1 503              | Karel Maxmilián hrabě Seilern-Aspang               |
| Jaroslavice              | 1 491              | Ferdinand hrabě z Hompesch-Bollheimu               |
| Velké Opatovice          | 1 456              | Jan Ludvík hrabě z Herbersteina                    |
| Luka nad Jihlavou        | 1 452              | Antonín hrabě Widmann-Sedlnický                    |
| Drnholec                 | 1 446              | Tereziánská akademie ve Vídni                      |
| Staré Brno-Královo Pole  | 1 444              | Alois kníže Schönburg-Hartenstein                  |
| Skalice                  | 1 441              | Otakar hrabě Daun                                  |
| Rokytnice u Přerova      | 1 413              | Josef svobodný pán von Eichhoff                    |
| Šumperk                  | 1 399              | Město Šumperk                                      |
| Tulešice                 | 1 362              | Jakob von Dormitzer                                |
| Náměšť na Hané           | 1 369              | Evžen hrabě Kinský z Vchynic a Tetova              |
| Břežany                  | 1 353              | Leopoldina kněžna z Lobkovic                       |
| Budišov                  | 1 270              | Richard Karel svobodný pán Baratta-Dragono         |
| Chudobín                 | 1 212              | Emil von Tersch                                    |
| Brodek u Prostějova      | 1 213              | Hugo hrabě Kálnoky                                 |
| Nová Horka               | 1 203              | Felix hrabě Vetter z Lilie                         |
| Tavíkovice               | 1 192              | Robert Goldschmidt                                 |
| Morkovice                | 1 186              | Leopoldina hraběnka z Thun-Hohensteina             |
| Bludov                   | 1 163              | Karel Emanuel hrabě ze Žerotína-Lilgenau           |
| Ivanovice na Hané        | 1 148              | bavorská královna Marie Terezie                    |
| Police                   | 1 147              | Alfred svobodný pán Vražda z Kunvaldu              |
| Batelov                  | 1 135              | Jan hrabě z Blankensteinu                          |
| Slavičín                 | 1 132              | Arthur svobodný pán Lederer-Trattnern              |
| Zdounky                  | 1 114              | Bedřich Lamoral princ z Thurn-Taxisu               |
| Velká Střelná            | 1 110              | Rudolf Kristián hrabě Bruntálský z Vrbna-Kounic    |
| Uherské Hradiště         | 1 101              | Město Uherské Hradiště                             |
| Líšeň                    | 1 088              | Ludvík Egbert hrabě Belcredi                       |
| Hradiště                 | 1 064              | Řád křižovníků s červenou hvězdou                  |
| Paskov                   | 1 061              | Günther hrabě Stolberg-Stolberg                    |
| Drnovice                 | 1 060              | Nadace barona Jana Mundyho                         |
| Hošťálková               | 1 045              | Viktor Pavel hrabě Chorinský z Ledské              |
| Podmolí-Nový Hrádek      | 1 015              | František Josef kníže z Auerspergu                 |